# Finlands byer
Finlands byer, de 20 største pr. 31. december 2004, ifølge Statistikcentralen:
| Nr. | Finsk navn   | Svensk navn   | Indbyggere |
| --- | ------------ | ------------- | ---------- |
| 1.  | Helsinki     | Helsingfors   | 559.046    |
| 2.  | Espoo        | Esbo          | 227.472    |
| 3.  | Tampere      | Tammerfors    | 202.932    |
| 4.  | Vantaa       | Vanda         | 185.429    |
| 5.  | Turku        | Åbo           | 174.824    |
| 6.  | Oulu         | Uleåborg      | 127.226    |
| 7.  | Lahti        | Lahtis        | 98.281     |
| 8.  | Kuopio       | -             | 90.518     |
| 9.  | Jyväskylä    | -             | 83.582     |
| 10. | Pori         | Björneborg    | 76.152     |
| 11. | Lappeenranta | Villmanstrand | 58.982     |
| 12. | Joensuu      | -             | 57.558     |
| 13. | Vaasa        | Vasa          | 57.030     |
| 14. | Kotka        | -             | 54.759     |
| 15. | Hämeenlinna  | Tavastehus    | 47.178     |
| 16. | Porvoo       | Borgå         | 46.793     |
| 17. | Mikkeli      | S:t Michel    | 46.531     |
| 18. | Hyvinkää     | Hyvinge       | 43.523     |
| 19. | Järvenpää    | Träskända     | 37.328     |
| 20. | Rauma        | Raumo         | 36.673     |